# Джордж Дуглас, 16-й граф Мортон
Джордж Дуглас, 16-й граф Мортон (англ. George Douglas, 16th Earl of Morton; 3 апреля 1761 — 17 июля 1827) — шотландский аристократ и политик.

## Биография
Родился 3 апреля 1761 года. Старший сын Шолто Чарльза Дугласа, 15-го графа Мортона (ок. 1732—1774), и Кэтрин Гамильтон (умерла в 1823 году).
Он унаследовал титул графа Мортона в сентябре 1774 года в возрасте всего тринадцати лет, после смерти своего отца. Его послали учиться в Итонский колледж . После своего образования он совершил Гранд-туре по Европе, как это было модно в то время, и посетил большинство европейских дворов.
В феврале 1785 года он был избран членом Лондонского Королевского общества. Его кандидатами были Даниель Резерфорд, Джон Робисон и Александр Кейт. Он иногда занимал пост вице-президента Лондонского королевского общества с 1795 по 1819 год, если Джозеф Бэнкс был недоступен.
Граф был частым членом Королевской роты лучников. Кроме того, он интересовался разведением лошадей и был известен своими попытками вывести кваггу (кобыла лорда Мортона).
Он был шотландским пэром-представителем в Палате лордов Великобритании с 1784 по 1790 год и камергером королевы Шарлотты с 1792 по 1818 год. Он также был лордом-лейтенантом Файфа с 1808 по 1824 год и лордом-лейтенантом Мидлотиана в 1824—1827 годах. Он также был верховным комиссаром Шотландской церкви.
11 августа 1791 года он был назначен бароном Дугласом из Лохливена в графстве Кинросс. После этого он занял место в Палате лордов между лордом Говардом де Уолденом и лордом Уолсингемом. Он был посвящен в рыцари в Сент-Джеймсском дворце в 1797 году.
Он умер в родовом поместье Далмахой-Хаус 17 июля 1827 года в возрасте 66 лет.

## Семья
13 августа 1814 года Джордж Дуглас, 16-й граф Мортон, женился на Сьюзен Элизабет Буллер (? — 23 июля 1849) дочери сэра Фрэнсиса Буллера-Ярда-Буллера, 2-го баронета (1767—1833). У них не было детей.
Ему наследовал титул графа его двоюродный брат Джордж Шолто Дуглас (1789—1858), ставший 17-м графом Мортоном. А титул барона Дугласа из Лохливена прервался после его смерти.

## Масонство
Лорд Мортон был шотландским масоном. Он был посвящен в ложу Канонгейт Килвиннинг, № 2, 30 ноября 1789 года. В приведенном здесь источнике неверно указано, что он был 17-м графом. Ровно через год он был избран великим мастером-масоном Великой ложи Шотландии.
За время его пребывания на этом посту произошло несколько заметных событий, одно из которых касалось политики. «1 августа [1791 года] Великая ложа объявила, что различие политических настроений не должно быть препятствием для масонского братства, и что любая Дочерняя Ложа, виновная в исключении любого Брата из-за этого, просто подвергнется такому осуждению, какое Великая ложа может в то время счесть уместным».